# Suzuki Swace

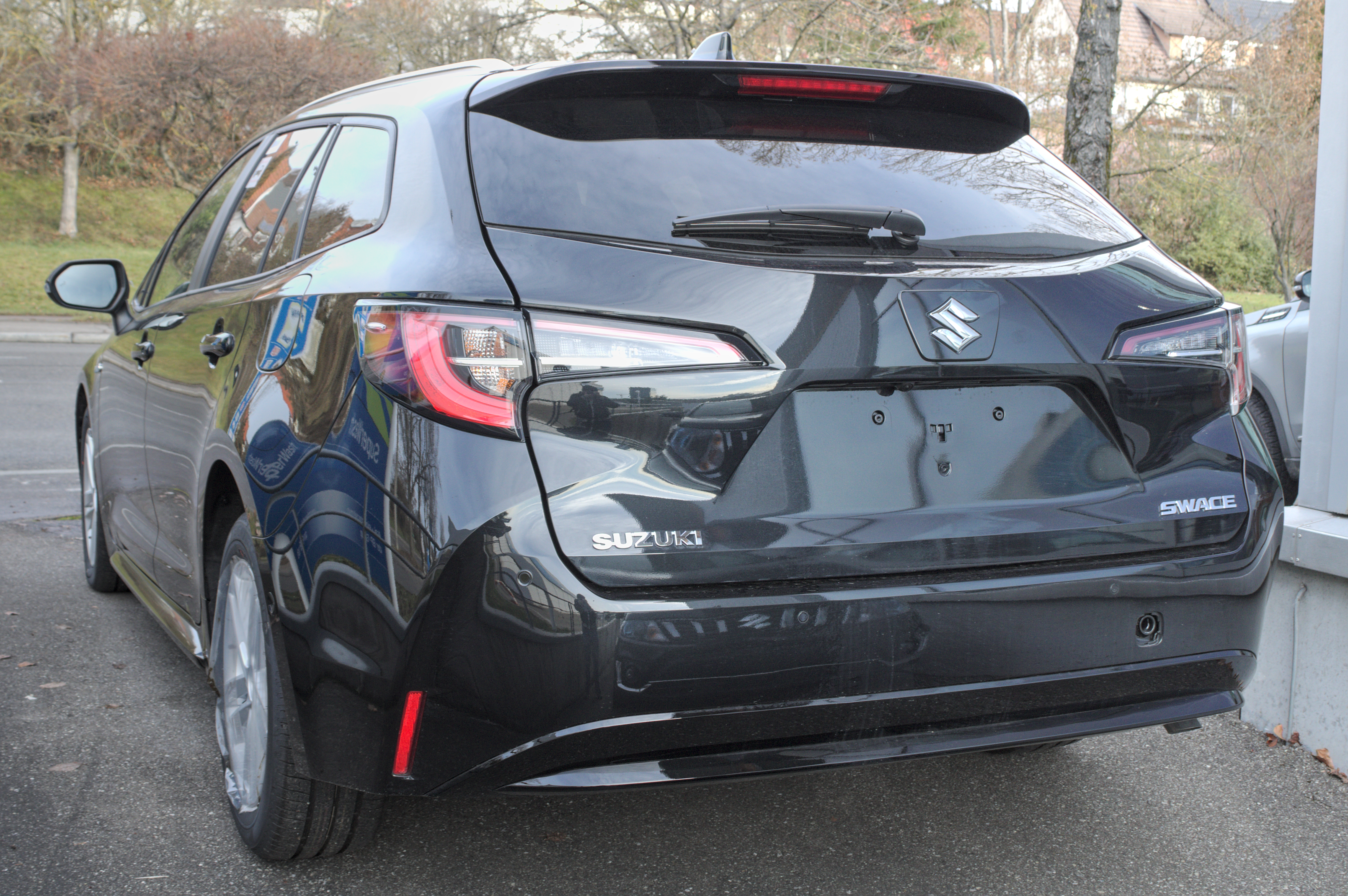
Vue de l'arrière

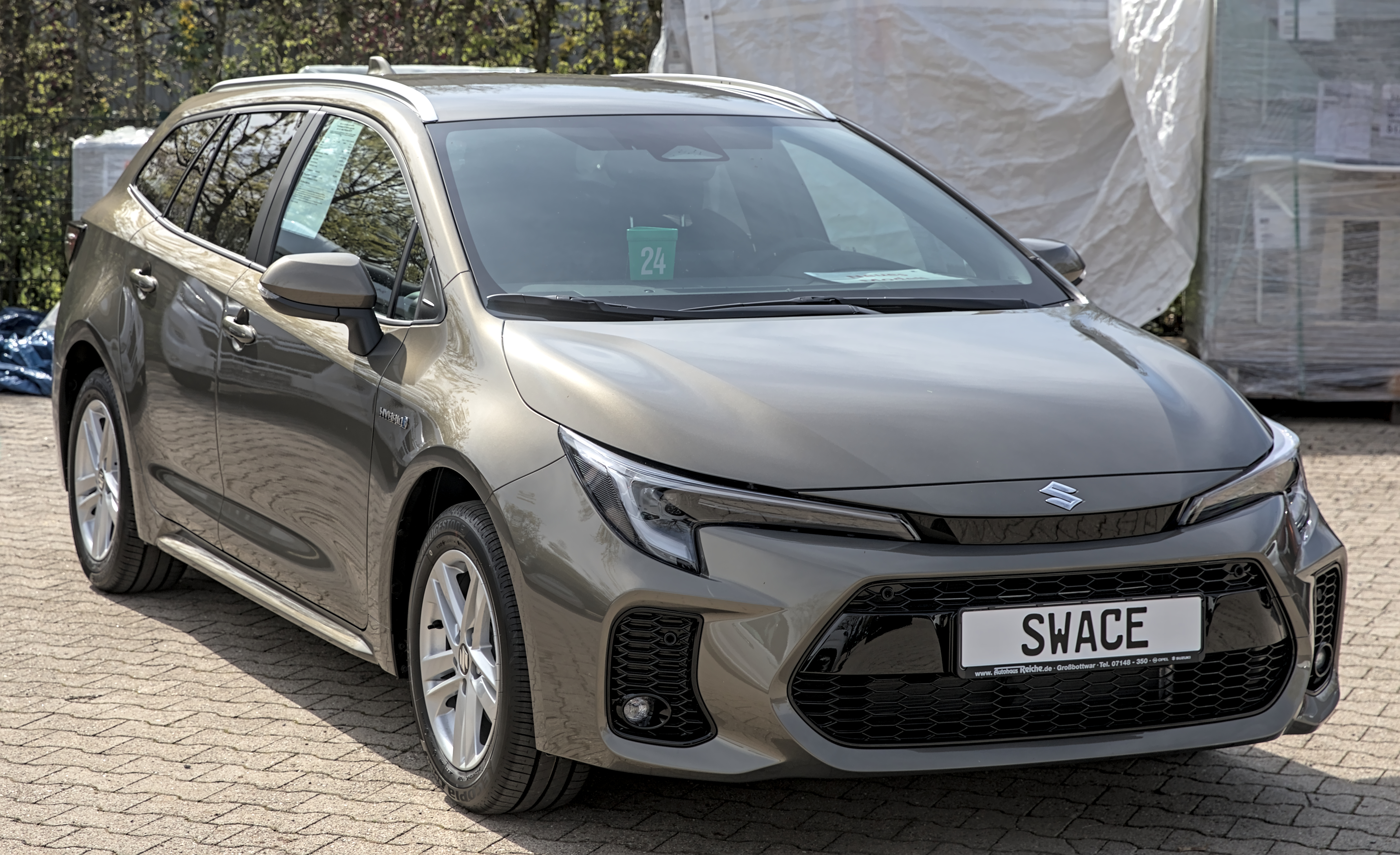
Suzuki Swace (restylée)

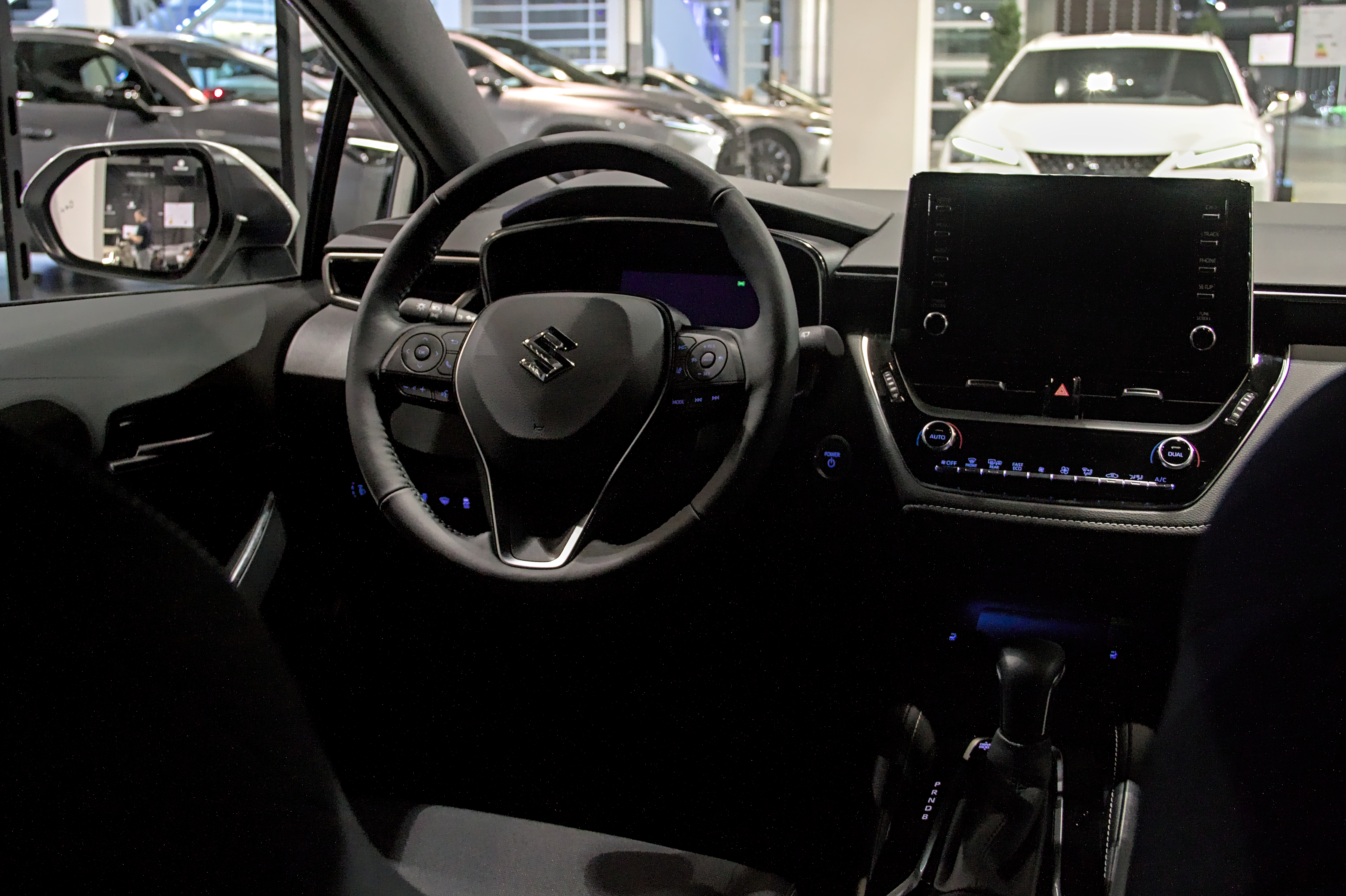
Intérieur

La Suzuki Swace est une berline compacte de type break du constructeur automobile japonais Suzuki produite à partir de 2020. Elle est la jumelle de la Toyota Corolla Touring Sports de douzième génération.

## Présentation
La Suzuki Swace est dévoilée en septembre 2020 et commercialisée à partir de novembre 2020.
Au début de la même année, Suzuki et Toyota ont conclu un accord commercial permettant à Suzuki d'utiliser la base de véhicules hybrides et hybrides rechargeables de Toyota pour créer de nouveaux modèles dans sa gamme. En échange, Suzuki fournit des véhicules à Toyota pour les marchés émergents. Le but de la démarche pour Suzuki est de faire baisser les émissions de CO2 moyennes de sa gamme afin de se conformer avec la réglementation CAFE et ainsi éviter de lourdes amendes,.
La Suzuki Swace est restylée au début de l'année 2023. La signature lumineuse à l'avant et le bouclier à l'arrière sont légèrement retouchés. Par ailleurs, la motorisation hybride du break japonais passe de 122 à 140 ch.

## Caractéristiques techniques
La Suzuki repose sur la plateforme modulaire TNGA GA-C (Toyota New Global Architecture) du constructeur Toyota.
La Swace se différencie de la Corolla break par son bouclier avant reprenant la grande calandre apparue sur le Suzuki Across, lui aussi dérivé d'un modèle Toyota.

### Motorisations

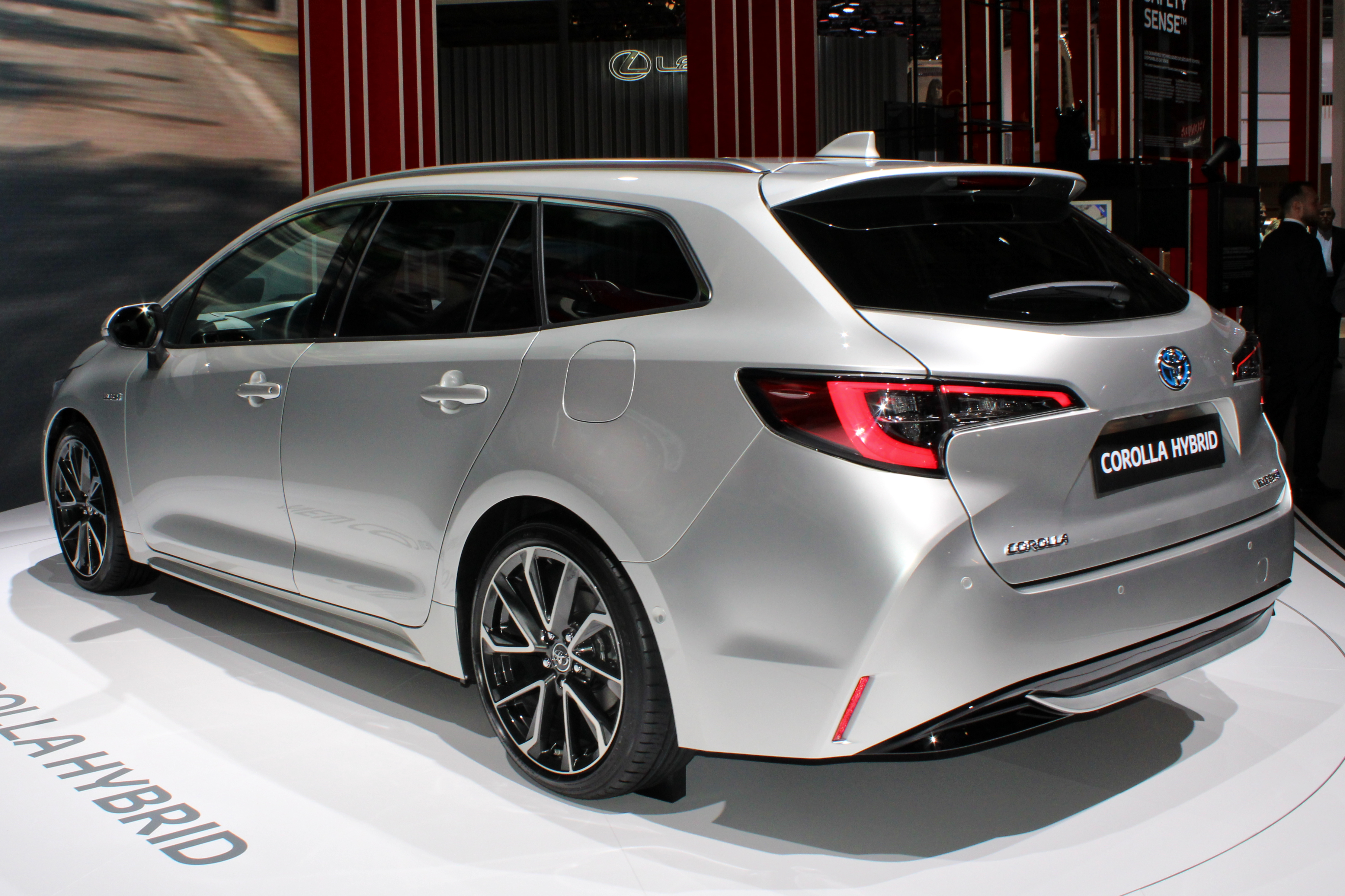
Toyota Corolla Touring Sports, jumelle de la Suzuki Swace

La Swace est motorisée uniquement par un bloc moto-propulseur hybride essence composé d'un moteur thermique 1,8 litre de 122 ch associé à une batterie Lithium-ion.
Elle dispose de trois modes de conduite : Normal, Eco et Sport.
|                            | 122h                                                        |
| -------------------------- | ----------------------------------------------------------- |
| Carburant                  | Essence + Hybride                                           |
| Moteur                     | 4-cylindres (2ZR-FXE)                                       |
| Admission                  | Atmosphérique                                               |
| Cylindrée (cm³)            | 1 798                                                       |
| Puissance maximale ch (kW) | Thermique : 98 (72) Électrique : 72 (53) Cumulée : 122 (90) |
| Couple maximal (N m)       | 142                                                         |
| Boîte de vitesses          | A train épicycloïdal (e-CVT)                                |
| Transmission               | Traction                                                    |
| 0-100 km/h (en s)          | 11,1                                                        |
| Vitesse maximale (en km/h) | 180                                                         |
| Consommation (en ℓ/100 km) | 4,5 à 5,1                                                   |
| Émissions de CO2 (en g/km) | 103 à 115                                                   |
| Masse à vide (kg)          | 1 400 à 1 420                                               |

## Finitions
- Privilège[7]
  - Aide au démarrage en côte
  - Caméra de recul
  - Climatisation automatique bizone
  - Démarrage sans clé
  - Jantes alliage 16”
  - Écran tactile 8”
  - Connexion Apple CarPlay et Android Auto
  - Régulateur de vitesse adaptatif

- Pack (Privilège +)
  - Aide au stationnement intelligent
  - Alerte de trafic en marche AR
  - Chargeur de téléphone à induction
  - Détecteur d'angles morts
  - Phares AV bi-LED
  - Radars de stationnement AV et AR

## Production et ventes
L'objectif commercial de la Suzuki Swace en France est de 1 400 unités par an.